# Ферс, Маргарет
Маргарет Ферс (англ. Margaret Furse; 1911 — 8 июля 1974) — британская художница по костюмам, лауреат премий «Оскар», BAFTA и «Эмми».

## Биография
Маргарет Уоттс родилась в 1911 году в семье Артура Уоттса, иллюстратора журнала Punch, и его жены Филлис Гордон. В конце 1940-х гг. вышла замуж за Роджера Кембла Фёрса, художника-постановщика, и начала работать в театре как художник по костюмам. Знакомство с Лоренсом Оливье предоставило ей возможность начать карьеру в кинематографе. Её первым фильмом стал «Генрих V» (1944).
Первую номинацию на «Оскар» Ферс получила за дизайн костюмов к фильму 1950 года «Жаворонок в грязи». За участие в картине «Бекет» удостоилась награды BAFTA, а в 1970 году стала лауреатом премии «Оскар» за свою работу в исторической ленте Чарльза Джэрротта «Тысяча дней Анны».
После развода с Роджером Фёрсом, Маргарет вступила в брак со Стивеном Уоттсом. Умерла 8 июля 1974 года от рака молочной железы.
Портрет Маргарет Ферс работы её первого супруга, Роджера Кембла Фёрса, находится в постоянной экспозиции лондонской Национальной портретной галереи.

## Избранная фильмография
| Фильмы | Фильмы                                       | Фильмы                         | Фильмы |
| Год    | На русском языке                             | На языке оригинала             | Награды и номинации                                                                                       |
| ------ | -------------------------------------------- | ------------------------------ | --- |
| 1948   | Оливер Твист                                 | Oliver Twist                   | |
| 1949   | Страстная дружба                             | The Passionate Friends         | |
| 1950   | Мадлен                                       | Madeleine                      | |
| 1950   | Жаворонок в грязи                            | The Mudlark                    | Номинация на премию «Оскар» за лучший дизайн костюмов (совместно с Эдвардом Стивенсоном)                  |
| 1951   | Дом на площади                               | The House in the Square        | |
| 1952   | Красный корсар                               | The Crimson Pirate             | |
| 1953   | Хозяин Баллантрэ                             | The Master of Ballantrae       | |
| 1954   | Банковский билет в миллион фунтов стерлингов | The Million Pound Note         | |
| 1958   | Постоялый двор шестой степени счастья        | The Inn of the Sixth Happiness | |
| 1960   | Похищенный                                   | Kidnapped                      | |
| 1960   | Сыновья и любовники                          | Sons and Lovers                | |
| 1964   | Бекет                                        | Becket                         | Премия BAFTA за лучший дизайн костюмов Номинация на премию «Оскар» за лучший дизайн костюмов              |
| 1964   | Выстрел в темноте                            | A Shot in the Dark             | Номинация на премию BAFTA за лучший дизайн костюмов                                                       |
| 1965   | Юный Кэссиди                                 | Young Cassidy                  | Номинация на премию BAFTA за лучший дизайн костюмов                                                       |
| 1966   | Откинь гигантскую тень                       | Cast a Giant Shadow            | |
| 1968   | Лев зимой                                    | The Lion in Winter             | Номинация на премию «Оскар» за лучший дизайн костюмов Номинация на премию BAFTA за лучший дизайн костюмов |
| 1968   | Екатерина Великая                            | Great Catherine                | |
| 1969   | Тысяча дней Анны                             | Anne of the Thousand Days      | Премия «Оскар» за лучший дизайн костюмов Номинация на премию BAFTA за лучший дизайн костюмов              |
| 1970   | Скрудж                                       | Scrooge                        | Номинация на премию «Оскар» за лучший дизайн костюмов                                                     |
| 1971   | Мария — королева Шотландии                   | Mary, Queen of Scots           | Номинация на премию «Оскар» за лучший дизайн костюмов                                                     |
| 1973   | Неустойчивое равновесие                      | A Delicate Balance             | |
| 1975   | Любовь среди руин                            | Love Among the Ruins           | Премия «Эмми» за лучший дизайн костюмов                                                                   |